# 21014 Дайсі
21014 Дайсі (21014 Daishi) — астероїд головного поясу, відкритий 13 жовтня 1988 року.
Тіссеранів параметр щодо Юпітера — 3,175.